# 14隻老鼠系列
《14隻老鼠系列》（14ひきのシリーズ）是岩村和朗所作的繪本。出版社是童心社。

## 概要
在森林的大樹經過改造後的房子，裡面住著14隻老鼠一家的大家庭，描寫牠們日常生活與家人團聚的喜悅繪本，在1983年首次出版的《14隻老鼠大搬家》有91萬冊，第2冊《14隻老鼠吃早餐》是有101萬冊的暢銷書，在經過25年的現在也是800萬冊的暢銷書的好讀本。

## 登場角色
爺爺10隻老鼠兄妹的祖父。早上比誰都早起，戴著眼鏡。挖山芋及製作雪橇的名人。
奶奶10隻老鼠兄妹的祖母。擅長做食物及常在眾人工作時提供茶水。和爺爺一樣戴著眼鏡。
爸爸10隻老鼠兄妹的父親。在家務事方面，他都扮演著指揮和保護大家的角色。而各種需要勞力的工作，他更是一馬當先，可說是全家人的後盾。
媽媽10隻老鼠兄妹的母親。打理家中大小事物，睡前還會為孩子們唸晚安故事。每當夜深爺爺奶奶和孩子們入睡後，她會和爸爸一起喝茶、輕聲聊天，分享彼此的心得。

### 兄妹
老大長男。10匹老鼠兄妹的第一名。是爸爸的得力助手，也愛用豎笛。在《14隻老鼠挖山芋》裡，被爺爺傳授挖山芋的方法。
老二次男。很有力氣，常常承擔體力方面的工作，尤其是老六掉進池塘或土坑時，就會伸出援手。
老三長女。她常常幫助媽媽做家事，幫助父母的個性和老大差不多。
老四次女。和老三一起做家事。家庭活動她最熱心，體貼地不讓任何一個成員落單。她常常戴綠色帽子。
老五三男。常常和老七發生爭執，其實關係很好。常常和老八、老六在一起。喜歡高處。和老四戴著設計不同樣式的藍色帽子。
老六四男。常常和老五、老八一起行動。有點狂傲，仿效兄弟，做事經常失敗。在《14隻老鼠捉迷藏》裡失蹤了···。
老七三女。在女孩子當中，她最像男孩子，常常與（特別是，老五、老六、老八）一起行動。
老八五男。年紀小但有勇敢的性格。運動神經比哥哥老六還要好。和老五一樣，喜歡高處。穿著有設計8的樣式的衣服。
老九四女。她有著黃色緞帶是其商標，總是戴著老鼠娃娃不離身（有時候還背著娃娃）。給娃娃穿的衣服，不用說那衣服總是要洗。
老么六男、10隻老鼠兄妹的么子。因為年幼，所以常常需要年長者照顧，而且總是拼命的在努力。男孩子都在3樓就寢，但只有他和女孩子在2樓就寢。

## 系列一覽
1. 1983年7月10日《14隻老鼠大搬家》（14ひきのひっこし）
2. 1983年7月10日《14隻老鼠吃早餐》（14ひきのあさごはん）
3. 1984年7月20日《14隻老鼠挖山芋》（14ひきのやまいも）
4. 1985年11月1日《14隻老鼠過冬天》（14ひきのさむいふゆ）
5. 1986年11月15日《14隻老鼠去郊遊》（14ひきのぴくにっく）
6. 1988年6月25日《14隻老鼠賞月》（14ひきのおつきみ）
7. 1990年5月25日《14隻老鼠洗衣服》（14ひきのせんたく）
8. 1992年10月3日《14隻老鼠捉迷藏》（14ひきのあきまつり）
9. 1994年7月10日《14隻老鼠晚安》（14ひきのこもりうた）
10. 1997年4月25日《14隻老鼠種南瓜》（14ひきのかぼちゃ）
11. 2002年6月30日《14隻老鼠遊池塘》（14ひきのとんぼいけ）
12. 2007年11月15日《14隻老鼠搗年糕》（14ひきのもちつき）

## 相關項目
- 岩村和朗
- 童心社

## 外部連結
- （日語）14老鼠系列（页面存档备份，存于）
- （日語）童心社（页面存档备份，存于）